# Турин (метрополійне місто)
Метрополійне місто Тури́н (італ. Città metropolitana di Torino) — адміністративно-територіальна одиниця у регіоні П'ємонт, Італія. Одне з 10 метрополійних міст, що створені законом 7 квітня 2014 року. З 1 січня 2015 року замінює провінцію Турин.